# Epigastrium

Einteilung in 9 Bereiche

Das Epigastrium des Menschen ist die Bauchregion zwischen Rippenbogen und Bauchnabel und wird daher auch als Oberbauch sowie einschränkender als Magengrube bezeichnet.
Im Oberbauch liegen Magen, Zwölffingerdarm, Bauchspeicheldrüse sowie rechts Leber und Gallenblase, links unter dem Rippenbogen in der Tiefe des Bauches die Milz. Ansonsten sind auch Teile des Dickdarms und Dünndarms im Oberbauch gelegen. Bei schlanken Personen kann zumindest oberhalb des Nabels die Aorta links der Mittellinie getastet werden. 
Diese Vielfalt an Strukturen sowie die Tatsache, dass auch Schmerzen in den Oberbauch projiziert werden können, wenn in der näheren Umgebung liegende Organe erkrankt sind, macht verständlich, dass die Abklärung von Oberbauchbeschwerden eine sorgfältige Untersuchung erfordert. 
Ebenso wie bei Reflux, gastroduodenalem Ulkus und Pankreatitis können auch bei Herzinfarkt und pektanginösen Beschwerden und bei einer Blinddarmentzündung (bei hochgeschlagenem Wurmfortsatz) Schmerzen in den Oberbauch ausstrahlen.
Bei Somatisierungsstörungen werden ebenfalls oft Schmerzen, Völlegefühl oder seltener Kribbeln im Oberbauch angegeben.